# Asphalt (pel·lícula de 1929)
Asphalt és una pel·lícula muda alemanya del 1929 dirigida per Joe May. La pel·lícula és protagonitzada per Gustav Fröhlich i Betty Amann i tracta d'una dona jove de Berlín que es veu empentada a la pobresa i roba una valuosa joia. És atrapada per un agent de policia a qui intenta seduir perquè la deixi anar. La pel·lícula es va rodar entre octubre i desembre de 1928 a UFA.

## Argument
A Berlín, una dona jove anomenada Else és una estafadora magnífica. La seva roba d'alta moda i el seu maquillatge perfectament ornamentat la fan mereixedora de mirar els estoigs de diamants mentre es bateja els ulls amb la necessitat del joier. L'agafen mentint i després de confessar que era la primera vegada, que necessitava els diners. Fins i tot quan coneix l'Albert, insisteix que el seu apartament de luxe i les seves pertinences no són seves. Ella manté la seva història fins que es llança als seus braços i li confessa: "M'agrades".
Else pensa en l'Albert i mentre somriu per primera vegada quan troba la foto del passaport de l'Albert al seu apartament. Mirant la foto, somriu comparant-lo amb el seu xicot criminal, gran i lleig en una foto al seu costat. Ella somriu la seva foto al club nocturn, quan es veu obligada a tornar-li el passaport i a regalar-li uns cigars, una escena que resulta en una confessió d'amor tant per part d'Else com de l'Albert.
L'Albert es troba llavors als peus de l'Else, demanant-li que sigui la seva dona, que ja no suporta les diferències entre ells. Ell la mira amb el seu elegant vestit blanc i fuig. Ella fuig i exposa tots els seus béns robats del seu passat criminal. Mentre considera el seu destí, el seu xicot criminal entra en escena i es produeix una baralla. El xicot és assassinat accidentalment, i després de lluitar amb la seva decisió, Albert abandona l'escena. En confessió als seus pares, el pare de l'Albert considera que la llei és la llei i s'ha de lliurar. Quan Else descobreix que ho ha fet, sap què ha de fer. Else s'entrega voluntàriament a la policia. Else és capaç de somriure una vegada més mentre l'Albert la segueix i diu que l'esperarà. L'Albert observa a Else a través d'una porta amb reixes mentre marxa a la presó.

## Repartiment
- Albert Steinrück com a Hauptwachtmeister Holk
- Else Heller com a Frau Holk
- Gustav Fröhlich com a Wachtmeister Albert Holk
- Betty Amann com Else Kramer
- Hans Adalbert Schlettow com a Konsul Langen
- Rosa Valetti com a Frau an der Theke
- Kurt Vespermann com a Curt Vesperman
- Hans Albers com el primer lladre

## Producció
Asphalt va ser realitzat per UFA, un dels estudis cinematogràfics més prestigiosos d'Alemanya. Va ser rodat entre octubre i desembre de 1928 als estudis Ufa a Neubabelsberg.

## Llançament
Asphalt va ser distribuïda cinematogràficament per UFA-Filmverleih GmbH i es va estrenar a Berlín al Ufa-Palast am Zoo l'11 de març de 1929. Asphalt era originalment només disponible en una versió escurçada amb intertítols en anglès. El 1993, la Stiftung Deutsche Kinemathek de Berlín va descobrir una impressió d'Asphalt a l'arxiu Gosfilmofond a Moscou, que semblava provenir del negatiu original de la pel·lícula. La cronologia de les escenes impreses trobades era diferent de les versions anteriors i incloïa escenes addicionals amb intertítols alemanys. La versió recentment descoberta de la pel·lícula va ser llançada en DVD pels Masters of Cinema l'11 d'abril de 2005 amb una partitura de Karl-Ernst Sasse. Kino Video va tornar a estrenar la pel·lícula en DVD el 18 de juliol de 2006.

## Recepció
Fritz Walter, escrivint al Berliner Börsen-Courier, va trobar que el tema de la pel·lícula del conflicte entre el deure i l'amor era "la banalitat del guió de la pel·lícula". Lotte Eisner es va relacionar amb aquesta afirmació, escrivint l'any 1965 que "Dins d'aquesta trama insípida Joe May recorda de tant en tant les seves ambicions artístiques. Aleshores ens arriba la fotografia en gran angle del carrer on el jove Fröhlich, el Führer de la cruïlla, el deure com a policia, domina el trànsit, un pla en el qual el gust alemany per l'ornamentació ordenada torna a manifestar-se" La ressenya del crític Siegfried Kracauers a Frankfurter Zeitung va comentar a la inversa que May "té tota la delicadesa del seu ofici, aconsegueix tot el que vol. Hi ha pocs prosistes que puguin transmetre el viatge en taxi de la parella elegant amb la mateixa força que ell. De la mateixa manera, els plans amples s'utilitzen i es mantenen amb una força d'estil enorme, i la càmera itinerant és extremadament hàbil en la manera com revela la coexistència humana i els espais"